# Hammonton
Hammonton är en kommun (town) i Atlantic County i New Jersey. Vid 2010 års folkräkning hade Hammonton 14 791 invånare.